# Poduromorpha
Ordre
Les Poduromorpha sont un ordre de collemboles.

## Classification
Selon Checklist of the Collembola of the World :
- Neanuroidea Börner, 1901
  - Neanuridae Börner, 1901
  - Brachystomellidae Stach, 1949
  - Odontellidae Massoud, 1967
- Poduroidea Latreille, 1804
  - Poduridae Latreille, 1804
- Hypogastruroidea Börner, 1906 
  - Hypogastruridae Börner, 1906
  - Pachytullbergiidae Stach, 1954
  - Paleotullbergiidae Deharveng, 2004
- Gulgastruroidea Lee & Thibaud, 1998
  - Gulgastruridae Lee & Thibaud, 1998
- Onychiuroidea Lubbock, 1867
  - Onychiuridae Lubbock, 1867
  - Tullbergiidae Bagnall, 1935
- IsotogastruroideaThibaud & Najt, 1992
  - Isotogastruridae Thibaud & Najt, 1992

## Référence
- Börner, 1913 : Die familien der Collembolen. Zoologischer Anzeiger, vol. 41, p. 315–322.